# Книга мастеров
«Кни́га мастеро́в» — российский фэнтезийный фильм режиссёра Вадима Соколовского и первый фильм студии The Walt Disney Company CIS. Премьера в России состоялась 29 октября 2009 года. Картина в течение двух недель оставалась лидером российского проката. Сборы фильма в России составили 11,3 млн долларов, а спустя 3 года он получил категорию 0+ (для любой зрительской аудитории).

## Сюжет
Крепостной сирота Иван работает в артели каменотесов под началом старосты. Барин всячески балует свою великовозрастную перезрелую дочь Клавдию (она же Клава), устраивая ей каждый день именины. Староста, с кучей других холопов стоя перед барином, всячески расхваливает его и дочь. Ещё он обещает подарить на очередные именины чудесную поделку, так похожую на прекрасную барышню, и говорит, что фигурку из камня вырезал именно он. Иван, настоящий создатель камеи, отдает её старосте, только вот там Клавдия получилась дутой и пухлой, как свинка. Староста вручает подарок.
Дознавшись, кто на самом деле резал фигурку, барин велит принародно высечь Ивана. Однако экзекуция, так и не начавшись, прерывается нашествием конного отряда каменных воинов — ардаров — во главе с Янгулом. Они похищают барскую дочку, а заодно и Ивана (так как последний бросился спасать её). Так начинаются сказочные приключения парня.
Тем временем разгневанный барин посылает холопов на поиски дочери и грозит им всяческими наказаниями. Но никто из них не желает идти в Бескрайний лес. Группа холопов всё же вынуждена идти на поиски. Однако в лес они так и не вошли, усевшись на опушке выпить для храбрости деревенского самогона. Иван приходит к Бабе-Яге, и та возмущается подношением ардаров. Пока она кормит их, Иван с Клавой пытаются бежать, но встречаются с внучкой Бабы-Яги, Катей — дочерью Каменной Княжны и волшебницей, в которую влюблён Янгул. Самому Ивану сбежать не удаётся, но он помогает Клаве сделать это.
Яга начинает готовить Ивана (он вверх ногами торчит в котле), но отлучается (так как Янгул вернулся), а Катя спасает Ивана и вручает ему для изучения волшебную Книгу мастеров. В этой книге — секреты мастерства лучших мастеров и секрет оживления Алатырь-камня. Ивану всё это нужно для того, чтобы поквитаться с Каменной Княжной, которая в своё время похитила его отца.
У Каменной Княжны свой расчёт — она с помощью камня собирается обрести власть над миром. Кроме того, она обещает отдать Ивану Катю (хотя на самом деле хочет выдать её замуж за Янгула). Катя вскоре узнаёт от волшебного зеркала, что Каменная Княжна — не её мать. Рассердившись, она пытается бежать вместе с Иваном, но у неё не получается: Каменная Княжна своим волшебством заточает Катю в башню. Иван в отчаянии принимается за оживление алатырь-камня, успев изучить Книгу мастеров.
После долгой работы ему удаётся оживить Алатырь, придав камню вид красной розы. Узнав об этом, Княжна посылает ардаров отобрать у Ивана цветок. Иван решается вернуться в башню во всеоружии, идёт к своему другу Кузьме, влюблённому в Клаву, и просит того сделать меч. В это время на них нападают ардары, и Ивану приходится бежать. Кузьма задерживает каменных воинов ценой своей жизни. У Ивана не получается телепортироваться в башню Княжны через колодец, как учила его Катя, и он впадает в уныние.
На помощь ему приходит похищенный у ардаров говорящий конь и объясняет, как добраться до Яги. Тот отправляется в Бескрайний лес и по пути встречает закованную Княжной в цепи Русалку, которую освобождает; затем тридцать четвёртого богатыря, которого сократили, чтоб не портил рифмы и размера «Сказки о царе Салтане». Иван даёт ему выкованный Кузьмой меч, и за это богатырь показывает ему дорогу к Яге. Последняя встречает его не очень приветливо, но только ради Кати рассказывает, как растопить каменное сердце Княжны — для этого надо украсить цветок волшебными алмазами, раньше бывшими слезами маленькой Княжны. Но эти камни украл Кощей, и Яга даёт Ивану клубок и склянку живой воды.
Клубок указывает Ивану дорогу к замку Кощея, а по пути Иван навещает Кузьму, находит его мёртвым и оживляет живой водой. Внезапно являются холопы барина и волокут Ивана под венец, так как Клава посчитала его своим спасителем и решила выйти за него. Ивану удаётся спастись, прыгнув в очаг, и он оказывается в замке Кощея, который не хочет отдавать камни. Тут появляется Русалка, невеста Кощея, и рассказывает, что Иван её освободил. Кощей нехотя отдаёт ему камни.
Иван отправляется в башню Княжны и видит на самой верхушке Катю с каменным цветком. Княжна узнала, что Алатырю нужна для полного оживления человеческая душа, и для этого она решается использовать Катю. Иван с помощью клубка забирается на башню и признаётся Кате в любви. С неё спадают чары, и она вместе с Иваном бежит из башни. По её просьбе обоих пропускает Янгул, который уже понял, что его собственная любовь к Кате безответна. За неповиновение Княжна превращает Янгула в камень.
Между тем в деревне Катю убивают детины, поскольку она заслонила Ивана, которого приняли за живого мертвеца. Иван в ярости набрасывается на них, но его волокут на свадьбу. В кульминационный момент свадьбы появляются ардары во главе с Княжной, которая требует у Ивана цветок в обмен на Катю, которую она оживила. Иван отдаёт ей цветок, украшенный алмазами. Княжна берёт его и вспоминает своё счастливое детство. Она, раскаявшись во всём, начинает плакать, и Катя её жалеет. Всё возвращается на круги своя, и Княжна вместе с ардарами уходит. Кузьма признаётся Клавдии в любви, и они целуются. Также целуются и Иван с Катей, и на этом сказка кончается.

## В ролях
| Актёр             | Роль                       |
| ----------------- | -------------------------- |
| Максим Локтионов  | Иван                       |
| Мария Андреева    | дочь Каменной Княжны Катя  |
| Ирина Апексимова  | Каменная Княжна            |
| Леонид Куравлёв   | барин                      |
| Валентин Гафт     | волшебное зеркало          |
| Ольга Аросева     | сказочница                 |
| Михаил Ефремов    | 34-й богатырь              |
| Александр Леньков | староста                   |
| Ольга Ергина      | барская дочь Клава         |
| Артур Смольянинов | предводитель ардаров Янгул |
| Николай Ефремов   | Кузьма                     |
| Лия Ахеджакова    | Баба-Яга                   |
| Гоша Куценко      | Кощей Бессмертный          |
| Екатерина Вилкова | Русалка                    |

## Съёмочная группа
- Режиссёр-постановщик — Вадим Соколовский
- Авторы сценария — Вадим Соколовский, Анна Старобинец
- Оператор-постановщик — Арчил Ахвледиани
- Художник-постановщик — Михаил Филатов, Виктор Шмелев
- Художник по костюмам — Наталья Дзюбенко
- Продюсер — Леонид Верещагин, Марина Жигалова-Озкан
- Композитор — Юрий Потеенко

## Производство
Съёмки фильма проходили в течение двух месяцев в Минске и Москве.
Компьютерная графика делалась на протяжении 7 месяцев, для управления работы 4 студий применялась российская разработка — система Cerebro. Всего было создано более 500 планов, содержащих графику.
Фильм представляет собой образец проникновения продукции киностудии «Walt Disney Pictures» на рынок местной национальной кинопродукции. Эта новая бизнес-стратегия киностудии также хорошо себя зарекомендовала и в других странах (Китай, Индия, страны Латинской Америки), где киностудия Walt Disney Pictures пытается соединить местный колорит и тематику с американской кинотехнологией и таким образом избежать обвинения в «культурном империализме».

## Критика
Фильм получил как положительные, так и отрицательные отзывы российских кинокритиков. Большинство обозревателей отметили сходства некоторых ключевых компонентов фильма с аналогиями в фильмах цикла «Властелин колец» (в частности, башня Каменной Княжны сравнивается с Ортханком, а ардары — с назгулами). Упоминая творчество советского режиссёра-сказочника Александра Роу, критики считают, что «Книга мастеров» значительно уступает ему. Каменная Княжна сравнивается с Хозяйкой Медной горы Бажова.
Положительно обозреватели отозвались о визуальных эффектах, используемых в фильме. Рецензент от «РусКино» отмечает, что «спецэффекты хороши, но до уровня голливудских блокбастеров им, конечно, далеко».
Критик от «ProfiCinema» считает, что спецэффекты не уступают по качеству голливудским.
Менее позитивной оценки удостоился грим актёров: многие рецензенты считают, что его было использовано слишком много, в особенности, для главного героя, сыгранного Максимом Локтионовым.
Различных отзывов удостоилась игра актёров. Обозреватель от «РусКино» положительно оценивает работу всех актёров, описывая её как «настоящий мастер-класс того, как нужно играть в лентах для детей и комедиях». По его мнению, «актеры среднего и младшего поколения не отстают от ветеранов». Ресурс «Новости кино» оценивает актёрскую игру молодёжи негативно: по мнению критика, «Иванушка, Катя и Кузьма выглядят в кадре деревянными, Каменная княжна — каменной, а барская дочь Клава — резиновой».
«NewsLab» называет работу актёров-дебютантов, взятых на две главные роли, отличной, а их самих — красочными и талантливыми; такое же мнение высказывается и об опытных актёрах.
Рецензент от «Filmz.ru» негативно оценивает игру всего актёрского состава, считая её неправдоподобной. Обозревателями от «Интересное кино», «Новости кино» и «Газета.ру» было особенно тепло встречено участие в картине Михаила Ефремова.
Сюжет фильма был раскритикован большинством обозревателей. Он описывается как путаный, фрагментарный и ограниченный. Негативные отзывы получило и осовременивание народных сказок, использованное в фильме. Обозреватель сайта «Газета.ру» описал историю как «аляповатое буриме из Толкина и русского фольклора, в котором героям второго откровенно тесно и некомфортно». По словам обозревателя от сайта «SQD.ru», «все сказочное действо втиснуто в три локации, между которыми мечутся всенародно любимые актеры и начинающая театральная молодежь»; по его мнению, «осовременивание и отсебятина делают историю совсем уж камерной и абсурдной».
Критик от Filmz.ru считает, что сюжет представляет собой «лубочную бессвязную компиляцию из канонических ситуаций и примитивных гэгов». Обозреватель от «Новости кино» сравнивает сюжет с компьютерным квестом. Положительно сюжет оценили рецензенты от «РусКино» и «NewsLab», назвав его увлекательным, продуманным и богатым, однако и они отмечают наличие недочётов: это неточности в сюжете, вызванные, по словам обозревателя от «РусКино», плохим представлением автора сценария о жизни холопов тех времён; по мнению критика от «NewsLab», «из-за стремления впихнуть в эту основу всего и побольше у „Книги мастеров“ регулярно начинаются странные вихляния интонации», также обозреватель посчитал, что без некоторых действующих лиц можно было обойтись.
Некоторые обозреватели высказали мнения насчёт факта продюсирования данного фильма кинокомпанией Walt Disney Pictures. По их мнению, от фильма этой компании следовало ожидать большее, чем в итоге получилось. Рецензент от «NewsLab» назвал факт съёмки данного российского фильма данной американской компанией оксюмороном и «новой экономической реальностью». По его мнению, «первый блин у компании „Дисней“ на русской почве хоть и вышел несколько комом, но почему-то не хочется, чтобы он оказался последним». Обозреватель от сайта «SQD.ru» высказал удивление тем, что продюсирование Disney не помогло сделать хороший фильм, несмотря на то, что западным производителям известен секрет успешного детского кино. По мнению «Filmz.ru», кино как таковое не состоялось, продюсеров Walt Disney Pictures волновал лишь рынок, а отечественных производителей — освоение бюджета.

## Награды
- Специальный приз детского жюри в рамках конкурса зрительских симпатий «Наше новое детское кино» на VIII фестивале отечественного кино «Московская премьера» (Россия)[18]
- Приз детского жюри XXVI Московского международного фестиваля фильмов для детей и юношества[19]
- Приз детского жюри за лучший детский фильм на 14-м Международном фестивале детского и юношеского кино Schlingel[20]
- Приз детского жюри города Брюгге за лучший полнометражный фильм на Европейском фестивале юношеского кино во Фландрии 2010[21]